# Varjota
Varjota é um município brasileiro do estado do Ceará. Está localizado na Mesorregião do Noroeste Cearense e na Microrregião de Ipu. A Área total é de 179,397 km² e a população total do IBGE em 2024 é de 18 660 habitantes.

## Etimologia
A origem da palavra Varjota vem do idioma celta, da palavra Barga que possui dois significados: o mais aceito é "pequena várzea", mas também pode indicar "terreno amplo".

## História
A trajetória e a cronologia oficiais acerca do município de Varjota, desde a  condição de vila  (século XIX) ligada ao município de Ipu até a emancipação política de Reriutaba. Desde os anos 1970, o atual município de Varjota, conhecido anteriormente como Araras, então distrito de Reriutaba, já possuía os requisitos mínimos necessários para pleitear a sua emancipação  política e territorial. No entanto, a costumeira ausência de forças políticas adiou o processo emancipatório que só veio a ocorrer depois do plebiscito realizado em todo o município de Reriutaba em 21 de abril de 1984. 
A origem do povoamento do atual município é creditada ao Padre Macário, da paróquia de Ipu, que possuía uma fazenda na qual uma capela dedicada à Sant´Ana foi erigida na metade do século XIX, no período compreendido entre os anos de 1834 e 1840.  No princípio do povoamento, as principais famílias eram Bezerra, Martins, Melo e Araújo. No ano de 1927 o povoamento ganha status de vila em virtude do aumento da população; na década de 1930 a vila foi incorporada por Santa Cruz (atual Reriutaba). Na história mais recente (após 1950), o grande impulso para o crescimento da população decorreu da construção da grande barragem que perenizaria o rio Acaraú e a consequente migração da população da Vila Varjota, que viria a ser inundada, para a "Piçarreira" (centro e sede  do atual município),  inúmeros trabalhadores afluíram para atuarem na execução da obra. Ao final, muitos permaneceram e ampliaram o perfil das famílias do atual município.

## Geografia

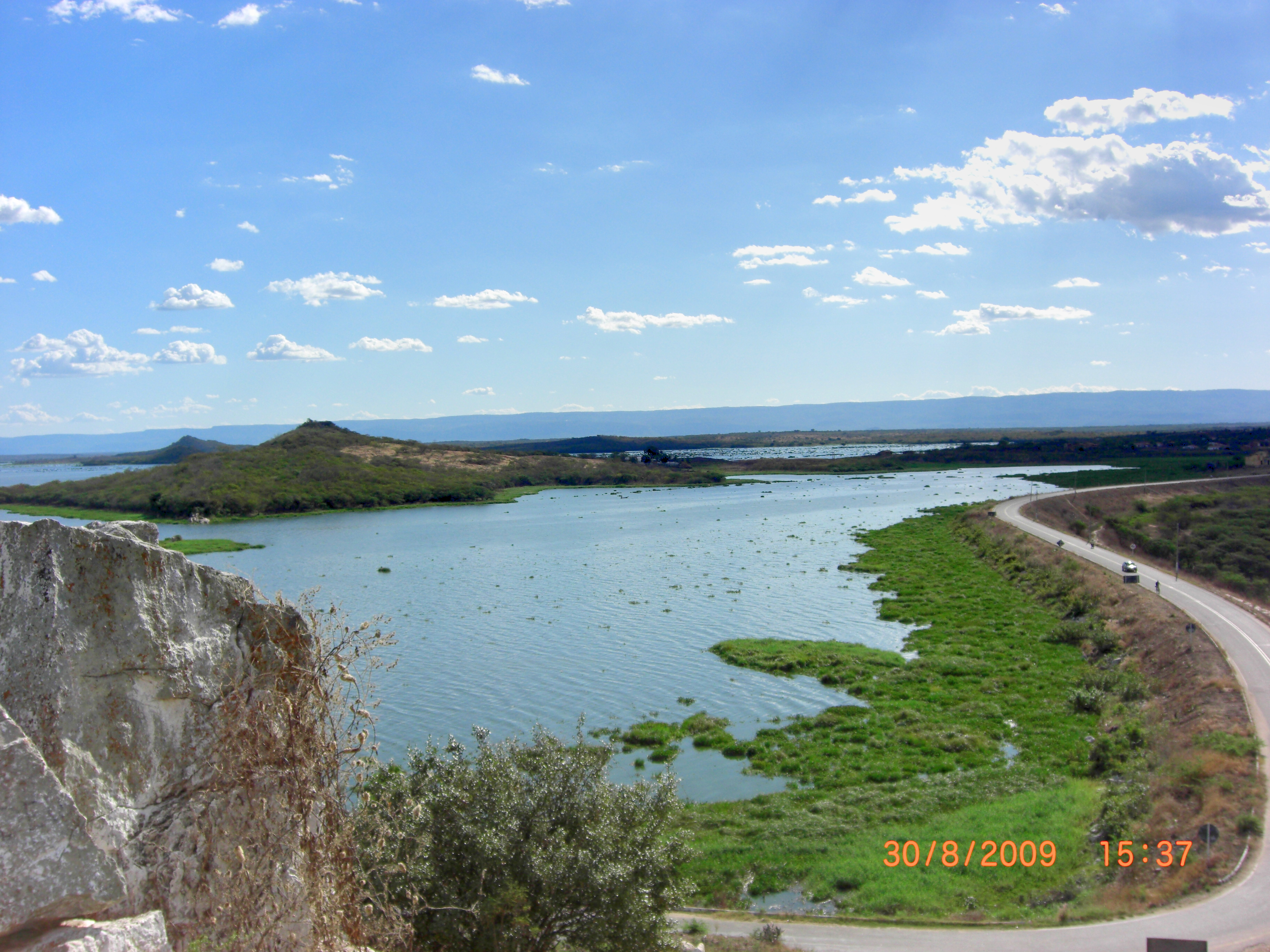
Açude Araras.

Situada na porção noroeste do Estado do Ceará, no bioma caatinga, o município de Varjota é conhecido na região pelo Açude Araras, que além de ser uma atração turística, especialmente por ocasião da "sangria" de suas águas, é fonte de riqueza para as cidades e povoados situados às suas margens, graças ao pescado, à agricultura irrigada e de vazante e ao suprimento de água potável. Oficialmente, o Açude de Araras é chamado de Açude Paulo Sarasate, sendo o quarto maior açude do Ceará, com uma bacia hidráulica com capacidade para 1 bilhão de metros cúbicos. É administrado pelo Departamento Nacional de Obras Contra as Secas (DNOCS).
O município destaca-se na região por ter um comércio dinâmico e forte e, mais recentemente, por ser um polo de fruticultura irrigada.
Segundo estimativas do IBGE, a população estimada pelo Censo Demográfico de 2010 é de 17.593 habitantes, com predomínio de jovens na faixa etária de 10 a 14 anos.
- Área (% em relação ao estado): 0,18.
- Distrito: Varjota (sede), Croatá e Jatobá.
- Acidentes geográficos: rio Acaraú, rio Jatobá, riachos Farinha e São José.
- Clima: quente do semiárido, com temperatura média sempre acima de 18 graus Celsius, com 7 a 9 meses de seca.
- Pluviometria: a média anual é de 1.036mm.
- Classe de solos predominante: luvissolo crômico (classificação Embrapa)
- Distância da capital (Fortaleza) em linha reta: 219 km.
- Distância por rodovia: 297 km.
- Vias de acesso à capital Fortaleza: BR-020, CE-257, CE-366

## Cultura
Apesar de ser um município relativamente jovem, a cultura na cidade é bastante movimentada pela ação de grupos e pessoas que atuam em diferentes áreas da cena cultural. Há, ainda, inúmeras manifestações culturais típicas da região, tais como o reisado, a vaquejada, o cordel, a cassimirada, os emboladores, além de eventos associados aos festejos religiosos. 
Alguns dos grupos e pessoas com atuação em  segmentos da cultura local:
- Teatro (CIA Criando Arte, Grupo Entrando em Cena, Encena, Os Saltimbancos e Cia Mugangos)
- Quadrilha Junina (Grupo Luar do Sertão)
- Música (Mestre Antônio Hortêncio), Companhia de Musica Entre Cordas (CEC)
- Literatura (Mailson Furtado e Gilmara Farias)
- Capoeira (Grupo Alforria e Raça)
- RisoTerapia (NutriRiso- Grupo de Risoterapia)
- Dança (Cia de Dança Dançart)

Os principais eventos culturais são:
- Dia do município (5 de fevereiro),
- Dia da padroeira Senhora de Sant'Ana (26 de julho)
- Festejos Juninos (mês de junho e inicio de julho)

## Política
Lista de ex-Prefeitos, mandados e seus respectivos partidos (sequência cronológica):
- Antônio Pires Ferreira (1983-1987) PMDB
- Gentil de Sousa Magalhães (1988-1992) PSD
- Francisco de Assis Magalhães Ramos (1993-1996) PSDB
- Antônio Pires Ferreira (1997- Não concluiu o mandato ficando três anos e três meses no poder) PMDB
- Moacir Farias Martins (8 meses) PSDB
- Elezion Camelo de Souza (1 mês) PMDB
- Gentil de Sousa Magalhães (2001-2004) PPS
- Gentil de Sousa Magalhães (2005-2008) PPS
- Rosa Cândida de Oliveira Ximenes (2009-2012) PMDB
- Rosa Cândida de Oliveira Ximenes (2013-2016) PMDB
- Célia Rodrigues (2017-2020) PMDB
- Francisco Elmo Bezerra Monte (2021-2024) PDT

## Educação
O município conta com escolas públicas, estaduais e privadas (na lista abaixo não estão todas as escolas do município)
- EEMTI Waldir Leopércio
- EEF Deputado Manoel Rodrigues
- EEF Emiliano Ribeiro da Cunha
- EEF Florência Ferreira Neta
- EEF Francisco Pio de Farias
- EEF Tereza Aragão Ximenes
- EEF Waldir Leopércio (Waldizão)
- EEFI Benjamin Rodrigues Macedo
- EEIF Vicente Trajano
- EEIF Teodoro Sales
- Creche Monsenhor Ataíde
- EBAL Escola Antônio Loreno
- EF Josefinas Lar da Providência
- ICS Instituto Cantinho do Saber
- Colégio João Batista
- Escola Monsenhor Ataíde

## Religião

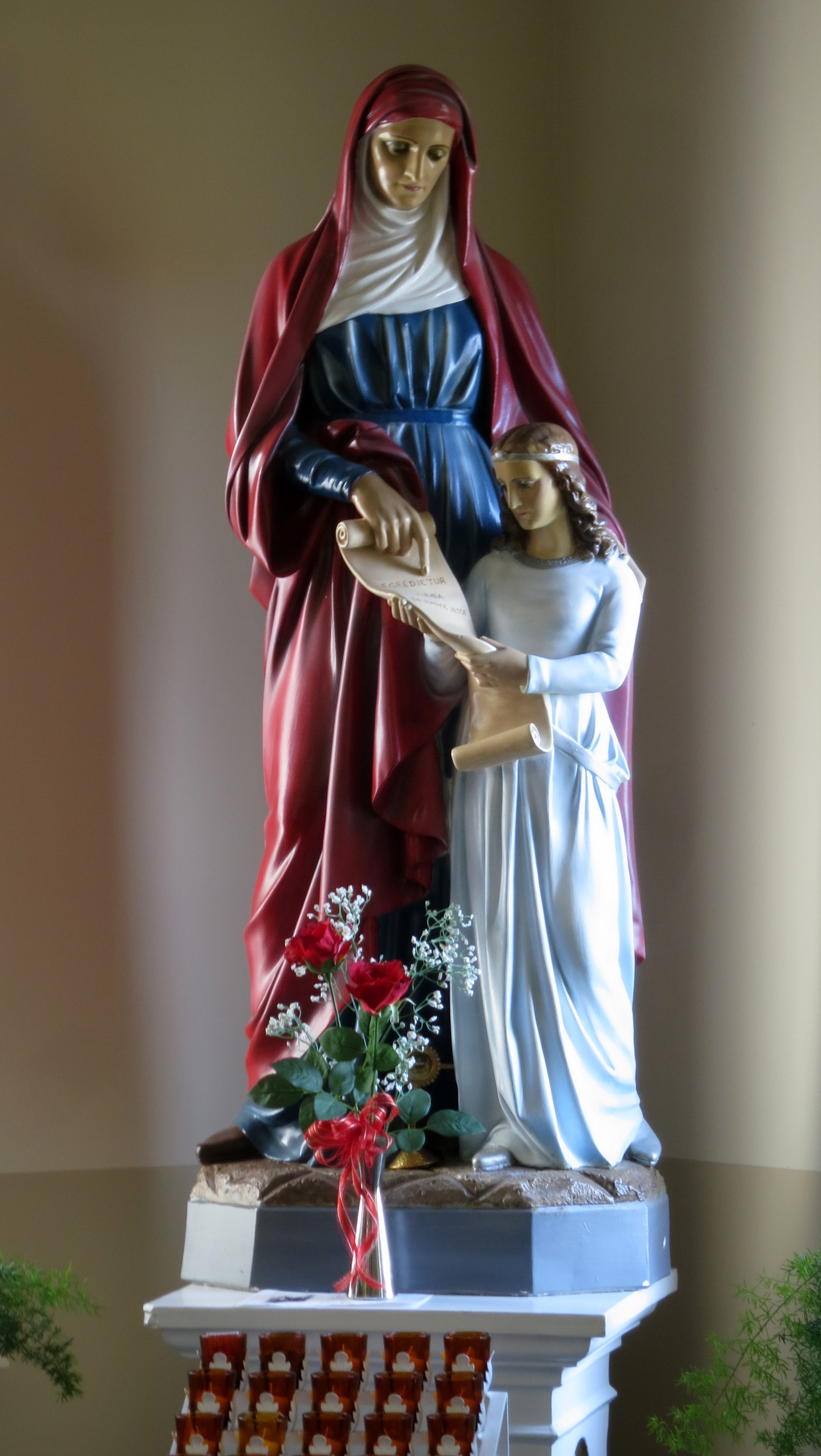
Santa Ana, padroeira de Varjota. Fonte: Wikimedia.

Em virtude de ter sua gênese alicerçada em torno de uma capela erigida em homenagem à Sant´Ana, a maior parte da população de Varjota pertence à Igreja Católica Apostólica Romana, no censo de 2010, 87,9% da população declarou-se como católica; também há um crescente número de evangélicos no município, no mesmo censo representavam 35 % da população. Varjota também tem uma minoria de habitantes pertencentes à religião espírita, o que representa 6% da população segundo o mesmo censo. No centro do município, há a Igreja Matriz de Varjota dedicada à Sant´Ana, a cidade também possui a Igreja Assembleia de Deus ( Templo Central), a Igreja do Evangelho Pleno, dentre outras igrejas e grupos religiosos como os Testemunhas de Jeová. Todos os anos é celebrado na cidade o espetáculo da Paixão de Cristo.

## Bairros e Logradouros
Varjota está assim dividida por bairros e os distritos de Croatá e Jatobá
- Ararinha
- Acampamento do DNOC´S
- Balneário
- Caixa D´água
- Centro
- Empréstimos
- Pedreiras
- Parque de Vaquejada
- Várzea da Palha
- Varjovile
- Croatá (distrito situado na zona rural às margens da BR-403/CE-329)
- Jatobá (distrito situado na zona rural às margens do açude Paulo Sarasate)

## Filhos notórios
- Mailson Furtado, ator e escritor, ganhador de dois prêmios Jabuti em 2018 com seu livro À cidade, inspirado em Varjota.